# اکاریکورا
اکاریکورا (به اسپانیایی: Acaricuara) در کلمبیا است که در شهرستان واوپس واقع شده‌است.